# 黒田一利
黒田 一利（くろだ かずとし）は、江戸時代中期の筑前福岡藩大老。三奈木黒田家の第5代当主。

## 家系
三奈木黒田家は、荒木村重の家臣・加藤重徳の次男で、黒田孝高の養子となった黒田一成に始まる家。知行は1万6205余石で、福岡藩家老上席、大老を世襲する。6代一利の生母は秋月藩主黒田長興の娘勝子で、以後の子孫は黒田長政の子孫となる。代々和歌や漢詩などに秀でた当主が多い。

## 生涯
寛文12年（1672年）2月、福岡藩大老黒田一任の嫡子・一貫と正室・勝子（黒田長興の娘）の次男として福岡に生まれる。元禄12年（1699年）1月、父一貫の死去により兄一春が家督を相続した際に1165石を分知され、藩主黒田綱政からも40石を与えられて知行1205石で分家、「加藤儀太夫一利」と名乗る。
元禄13年（1700年）1月、兄一春が急死し、その家督を相続する。それまでの1200石に兄の1万5000石と合わせ、知行1万6205余石となり、名を「黒田源左衛門一利」と改め、筆頭家老（大老）となる。
享保2年（1717年）、漂流船を装い密貿易目的で出没する唐船（中国船）を、藩船を率いて若松沖で追い払った。唐船が福岡藩、小倉藩、長府藩の藩域を利用して逃げ回ることから、幕府に伺いを立てた上で三藩合同で打ち払うことなり、享保3年（1718年）4月、幕府長崎目付渡辺永倫を迎え、三藩で船を出し、鉄砲を使って唐船を打ち払った。
享保19年（1734年）5月、隠居して家督を子の一誠に譲り、隠居領800石を与えられ「暁雲」と号した。寛延3年（1750年）死去。享年79。
安永年間（1772年から1781年）に、福岡藩士・加藤一純によって編集された和文集「抹桑残玉集」（宮内庁書陵部蔵）に、一利作の「平産玉記に添ふる詞・油山詣・四季枕・山家四季」が収録されている。

## 参考サイト
- 扶桑残玉集 (第26冊) - 宮内庁書陵部所蔵資料目録・画像公開システム
- 黒田一利 - 國學院大學デジタル・ミュージアム国学関連人物データベース[リンク切れ]